# Эгалео
Эга́лео (греч. Αιγάλεω) — город в периферийной единице Западные Афины в периферии Аттика в Греции; в настоящее время это один из пригородов греческой столицы — Афин.

## Описание
Город расположен к западу от центра Афин, на западном берегу реки Кифисос недалеко от другого афинского пригорода — Никеи. Население — 69 946 жителей по переписи 2011 года. Площадь общины — 6,45 км². Плотность — 10 844,34 человека на квадратный километр. Димархом на местных выборах 2014 года избран Димитрис Бирипас (Δημήτρης Μπίρμπας). До начала 1920-х годов территория современного Эгалео была слабо заселена: здесь преобладали хозяйственные угодья и небольшие деревушки албанцев-арванитов. Греко-турецкий обмен населением 1922—23 годов дал толчок к началу массового строительства в 1930—1960-х годах, урбанизации и притоку многочисленных греческих беженцев-поселенцев из Малой Азии. Характерная черта Эгалео — его индустриальная специализация. Фабрики и заводы занимают до 1/4 площади общины, в котором преобладает рабочий люд. Острая проблема современного города — плохая экологическая ситуация, перегруженность его дорожной сети.
До 1940 года назывался Пиритидопиион (Πυριτιδοποιείον «пороховой завод»).

## Динамика населения
| Год  | Население, человек | Разница, человек/% | Плотность, чел./км² |
| ---- | ------------------ | ------------------ | ------------------- |
| 1981 | 81 906             | —                  | 12 698,60           |
| 1991 | 81 607             | −299/-0,36         | 12 652,25           |
| 2001 | 77 917             | −3690/-4,52        | 12 080,16           |
| 2011 | ↘ 69 946           | −7971/-10,23       | 10 844,34           |